# Bắc An
Bắc An là một xã thuộc thành phố Chí Linh, tỉnh Hải Dương, Việt Nam.

## Địa lý
Xã Bắc An nằm ở phía bắc thành phố Chí Linh, có vị trí địa lý:
- Phía đông giáp phường Bến Tắm và xã Hoàng Hoa Thám
- Phía tây giáp xã Lê Lợi
- Phía nam giáp phường Cộng Hòa và phường Hoàng Tân
- Phía bắc giáp tỉnh Bắc Giang.

Xã Bắc An có diện tích 27,72 km², dân số năm 2010 là 4.366 người, mật độ dân số đạt 158 người/km².

## Lịch sử
Sau năm 1975, Bắc An là một xã thuộc huyện Chí Linh.
Ngày 14 tháng 2 năm 2002, thành lập thị trấn Bến Tắm trên cơ sở 412,88 ha diện tích tự nhiên và 5.703 người của xã Bắc An. Xã Bắc An còn lại 4.074,12 ha diện tích tự nhiên và 6.001 người.
Ngày 12 tháng 2 năm 2010, Chính phủ ban hành Nghị quyết 09/NQ-CP thành lập thị xã Chí Linh trên cơ sở toàn bộ diện tích và dân số của huyện Chí Linh, điều chỉnh 1.613,36 ha diện tích tự nhiên và 2.710 người của xã Bắc An vào thị trấn Bến Tắm để thành lập phường Bến Tắm thuộc thị xã Chí Linh. Xã Bắc An còn lại 2.771,78 ha diện tích tự nhiên và 4.366 người.
Ngày 10 tháng 1 năm 2019, Ủy ban Thường vụ Quốc hội ban hành Nghị quyết 623/NQ-UBTVQH14 thành lập thành phố Chí Linh trên cơ sở toàn bộ diện tích và dân số của thị xã Chí Linh. Xã Bắc An thuộc thành phố Chí Linh như hiện nay.